# گمینا باروخووو
گمینا باروخووو (به لهستانی:  Gmina Baruchowo) یک گمینا در لهستان است که در شهرستان ووتس‌واوک واقع شده‌است. گمینا باروخووو ۱۰۷٫۰۵ کیلومتر مربع مساحت و ۳٬۶۴۴ نفر جمعیت دارد.